# Ignace Mandjambi
Ignace Mandjambi (ur. 8 października 1940 w Lisali) – kolarz szosowy z Demokratycznej Republiki Konga, uczestnik letnich igrzysk olimpijskich.
Mandjambi wraz z czterema innych kolarzami szosowymi jako pierwszy w historii reprezentował Demokratyczną Republikę Konga na letnich igrzyskach olimpijskich podczas igrzysk 1968 w Meksyku. Wystartował w wyścigu indywidualnym ze startu wspólnego, którego nie ukończył.